# Open Catalonia
Het Open Catalonia was een internationaal golftoernooi op de Europese PGA Tour van 1989 - 1996.
Spanje probeerde in die periode het golftoerisme te ontwikkelen. Er waren verschillende internationale toernooien. Het Open de España bestond al sinds 1912 en het Madrid Open sinds 1972, maar rond 1990 kwamen er nieuwe toernooien bij: het El Bosque Open (alleen in 1990), de Volvo Masters (sinds 1988), het Tenerife Open en het Catalan Open, beide sinds 1989, en de Turespaña Masters (1992-2000).

## Winnaars
| Jaar                       | Baan                       | Winnaar                    |
| Massimo Dutti Catalan Open | Massimo Dutti Catalan Open | Massimo Dutti Catalan Open |
| -------------------------- | -------------------------- | -------------------------- |
| 1989                       | Pals, Garona               | Mark Roe                   |
| Open Catalonia             |                            |                            |
| 1991                       | Bonmont Terres Noves       | José María Olazabal        |
| Catalan Open               |                            |                            |
| 1992                       | Mas Nou, Girona            | José Rivero                |
| Heineken Open              |                            |                            |
| 1993                       | Osona Montanya G C         | Sam Torrance               |
| Heineken Open Catalonia    |                            |                            |
| 1994                       | Pals, Girona               | José Cóceres               |
| Open Catalonia             |                            |                            |
| 1995                       | Peralada, Girona           | Philip Walton              |
| Catalan Open               |                            |                            |
| 1996                       | Bonmont, Tarragona         | Paul Lawrie                |

Abama Open de Canarias ·
AGF Open ·
Allianz Open de Lyon ·
Andalucia Masters ·
ANZ Kampioenschap ·
Argentijns Open ·
Atlantic Open ·
Australian Masters ·
Ballantine's Kampioenschap ·
Barcelona Open ·
Belgisch Open ·
Benson & Hedges International Open ·
BMW Asian Open ·
Brazil Rio de Janeiro 500 Years Open ·
Brazil São Paulo 500 Years Open ·
British Masters ·
Callers of Newcastle ·
Cannes Open ·
Car Care Plan International ·
Castelló Masters ·
Celtic International ·
Dimension Data Pro-Am ·
Double Diamond International ·
Duits Open ·
El Bosque Open ·
El Paraiso Open ·
Engels Open ·
Epson Grand Prix of Europe ·
Estoril Open ·
Extremadura Open ·
German Masters ·
Girona Open ·
Glasgow Open ·
Great North Open ·
Greater Manchester Open ·
Greg Norman Holden International ·
GSI L'Equipe Open ·
Heineken Classic ·
Honda Open ·
Indian Masters ·
Indonesian Open ·
Iskandar Johor Open ·
Jersey Open ·
John Player Classic ·
John Player Trophy ·
Johnnie Walker Classic ·
Kerrygold International Classic ·
Kronenbourg Open ·
Lawrence Batley International ·
Madrid Masters ·
Madrid Open ·
Mallorca Open ·
Marokkaans Open ·
Martini International ·
Match Play Championship ·
Merseyside International Open ·
Monte Carlo Open ·
Murphy's Cup ·
Nelson Mandela Championship ·
New Zealand Open ·
Newcastle Brown "900" Open ·
NH Collection Open ·
Nordic Open ·
North West of Ireland Open ·
Oki Pro-Am ·
Open Catalonia ·
Open de Andalucía ·
Open de Baleares ·
Open de Sevilla ·
Open Mediterrania ·
Open Novotel Perrier ·
Penfold Tournament ·
Perth International Golf Championship ·
Piccadilly Medal ·
PLM Open ·
Portugees Open ·
Roma Masters ·
Saint-Omer Open ·
Sanyo Open ·
Sarazen World Open ·
Scandinavian Enterprise Open ·
Schots PGA Kampioenschap ·
Siciliaans Open ·
Singapore Masters ·
Skol Lager Individual ·
TCL Classic ·
Tenerife Open ·
The Championship at Laguna National ·
The Heritage ·
Timex Open ·
TPC of Europe ·
Trophée Lancôme ·
Tunesisch Open ·
Turespaña Masters ·
Uniroyal International Championship ·
Vodacom Players Championship ·
Volvo Golf Champions ·
Volvo Open ·
W.D. & H.O. Wills Tournament ·
Wang Four Stars ·
Welsh Golf Classic